# Fußball-Verbandsliga Niedersachsen 1983/84
Die Verbandsliga Niedersachsen 1983/84 war die 35. Spielzeit der höchsten Amateurklasse im Niedersächsischen Fußballverband. Sie war eine Ebene unterhalb der drittklassigen Oberliga Nord angesiedelt und wurde in einer Staffel ausgetragen. Sieger wurde zum zweiten Mal der SV Atlas Delmenhorst.

## Vereine
Im Vergleich zur Saison 1982/83 war der SV Atlas Delmenhorst nach sieben Jahren wieder aus der Oberliga Nord abgestiegen, während die Amateurmannschaft von Eintracht Braunschweig aufgestiegen war. Die beiden Absteiger 1. FC Osterholz-Scharmbeck und OSV Hannover hatten die Verbandsliga verlassen und wurden durch die beiden Aufsteiger Kickers Emden (Rückkehr nach zehn Jahren) und SVG Einbeck (erstmals in der höchsten niedersächsischen Amateurliga) ersetzt.
| Verein               | Stadt             | Landkreis            | Qualifikation                      |
| -------------------- | ----------------- | -------------------- | ---------------------------------- |
| SV Atlas Delmenhorst | Delmenhorst       |                      | Absteiger aus der Oberliga Nord    |
| Blau-Weiß Lohne      | Lohne (Oldenburg) | Vechta               | Meister 1982/83                    |
| Wolfenbütteler SV    | Wolfenbüttel      | Wolfenbüttel         | 2. Platz 1982/83                   |
| TuS Celle            | Celle             | Celle                | 4. Platz 1982/83                   |
| TuS Syke             | Syke              | Diepholz             | 5. Platz 1982/83                   |
| VfL Seesen           | Seesen            | Goslar               | 6. Platz 1982/83                   |
| VfR Osterode 08      | Osterode am Harz  | Osterode am Harz     | 7. Platz 1982/83                   |
| Germania Walsrode    | Walsrode          | Soltau-Fallingbostel | 8. Platz 1982/83                   |
| Hannover 96 Amateure | Hannover          |                      | 9. Platz 1982/83                   |
| VfL Herzlake         | Herzlake          | Emsland              | 10. Platz 1982/83                  |
| Friesen Hänigsen     | Uetze             | Hannover             | 11. Platz 1982/83                  |
| Eintracht Nordhorn   | Nordhorn          | Grafschaft Bentheim  | 12. Platz 1982/83                  |
| TSV Helmstedt        | Helmstedt         | Helmstedt            | 13. Platz 1982/83                  |
| SVG Göttingen 07     | Göttingen         | Göttingen            | 14. Platz 1982/83                  |
| SVG Einbeck          | Einbeck           | Northeim             | Aufsteiger aus der Landesliga Ost  |
| Kickers Emden        | Emden             |                      | Aufsteiger aus der Landesliga West |

## Saisonverlauf
Die Meisterschaft und Teilnahme an der Aufstiegsrunde zur Oberliga Nord sicherte sich Atlas Delmenhorst. Als Zweit- und Drittplatzierter durften Eintracht Nordhorn und der Wolfenbütteler SV ebenfalls teilnehmen. Keiner der drei konnte sich jedoch durchsetzen. Die Mannschaften auf den beiden letzten Plätzen mussten absteigen. Der Germania Walsrode verließ die Liga nach zwei Spielzeiten, TuS Syke nach fünf Jahren.

### Tabelle
| Pl.               | Verein                   | Sp. | S  | U  | N  | Tore    | Diff. | Punkte |
| ----------------- | ------------------------ | --- | -- | -- | -- | ------- | ----- | ------ |
| 1.                | SV Atlas Delmenhorst (A) | 30  | 21 | 4  | 5  | 071:440 | +27   | 46:14  |
| 2.                | Eintracht Nordhorn       | 30  | 18 | 4  | 8  | 071:460 | +25   | 40:20  |
| 3.                | Wolfenbütteler SV        | 30  | 16 | 7  | 7  | 078:480 | +30   | 39:21  |
| 4.                | VfL Herzlake             | 30  | 18 | 3  | 9  | 076:480 | +28   | 39:21  |
| 5.                | SVG Einbeck (N)          | 30  | 13 | 9  | 8  | 059:380 | +21   | 35:25  |
| 6.                | Friesen Hänigsen         | 30  | 13 | 9  | 8  | 071:510 | +20   | 35:25  |
| 7.                | Blau-Weiß Lohne (M)      | 30  | 12 | 10 | 8  | 047:380 | +9    | 34:26  |
| 8.                | SVG Göttingen 07         | 30  | 14 | 6  | 10 | 050:430 | +7    | 34:26  |
| 9.                | TuS Celle                | 30  | 11 | 5  | 14 | 057:540 | +3    | 27:33  |
| 10.               | VfL Seesen               | 30  | 7  | 12 | 11 | 051:550 | −4    | 26:34  |
| 11.               | VfR Osterode 08          | 30  | 8  | 10 | 12 | 047:540 | −7    | 26:34  |
| 12.               | TSV Helmstedt            | 30  | 7  | 9  | 14 | 044:730 | −29   | 23:37  |
| 13.               | Kickers Emden (N)        | 30  | 8  | 6  | 16 | 045:680 | −23   | 22:38  |
| 14.               | Hannover 96 Amateure     | 30  | 6  | 9  | 15 | 043:610 | −18   | 21:39  |
| 15.               | Germania Walsrode        | 30  | 6  | 6  | 18 | 049:960 | −47   | 18:42  |
| 16.               | TuS Syke                 | 30  | 4  | 7  | 19 | 040:820 | −42   | 15:45  |
| Stand: Saisonende |                          |     |    |    |    |         |       |        |

| (M) | Staffelsieger der Verbandsliga Niedersachsen 1982/83 |
| (A) | Absteiger aus der Oberliga Nord 1982/83              |
| (N) | Aufsteiger aus der Landesliga Niedersachsen 1982/83  |